# Химич, Александр Иванович
Алекса́ндр Ива́нович Хи́мич (род. 9 апреля 1975) — украинский гребец, выступавший за сборную Украины по академической гребле в период 1993—1996 годов. Участник чемпионата мира в Тампере и летних Олимпийских игр в Атланте.

## Биография
Александр Химич родился 9 апреля 1975 года. Проходил подготовку в Черкассах.
Дебютировал на международной арене в сезоне 1993 года, когда вошёл в состав украинской национальной сборной и побывал на чемпионате мира среди юниоров в Норвегии — стартовал здесь в зачёте одиночек, отобрался в финал B, где занял первое место.
В 1995 году в той же дисциплине выступил на взрослом чемпионате мира в Тампере, попав в финал С и показав там второе время.
Благодаря череде удачных выступлений удостоился права защищать честь страны на летних Олимпийских играх 1996 года в Атланте — в программе мужских одиночек показал время 7:57,05 на предварительном этапе и 7:56,15 на отборочном этапе, затем за 7:31,24 прошёл полуфинал, в результате чего оказался в утешительном финале D — здесь пришёл к финишу первым с временем 7:40,54. Таким образом, в итоговом протоколе соревнований расположился на 19 строке.
После атлантской Олимпиады Химич уже не показывал сколько-нибудь значимых результатов на международном уровне.